# Harrison, Nebraska

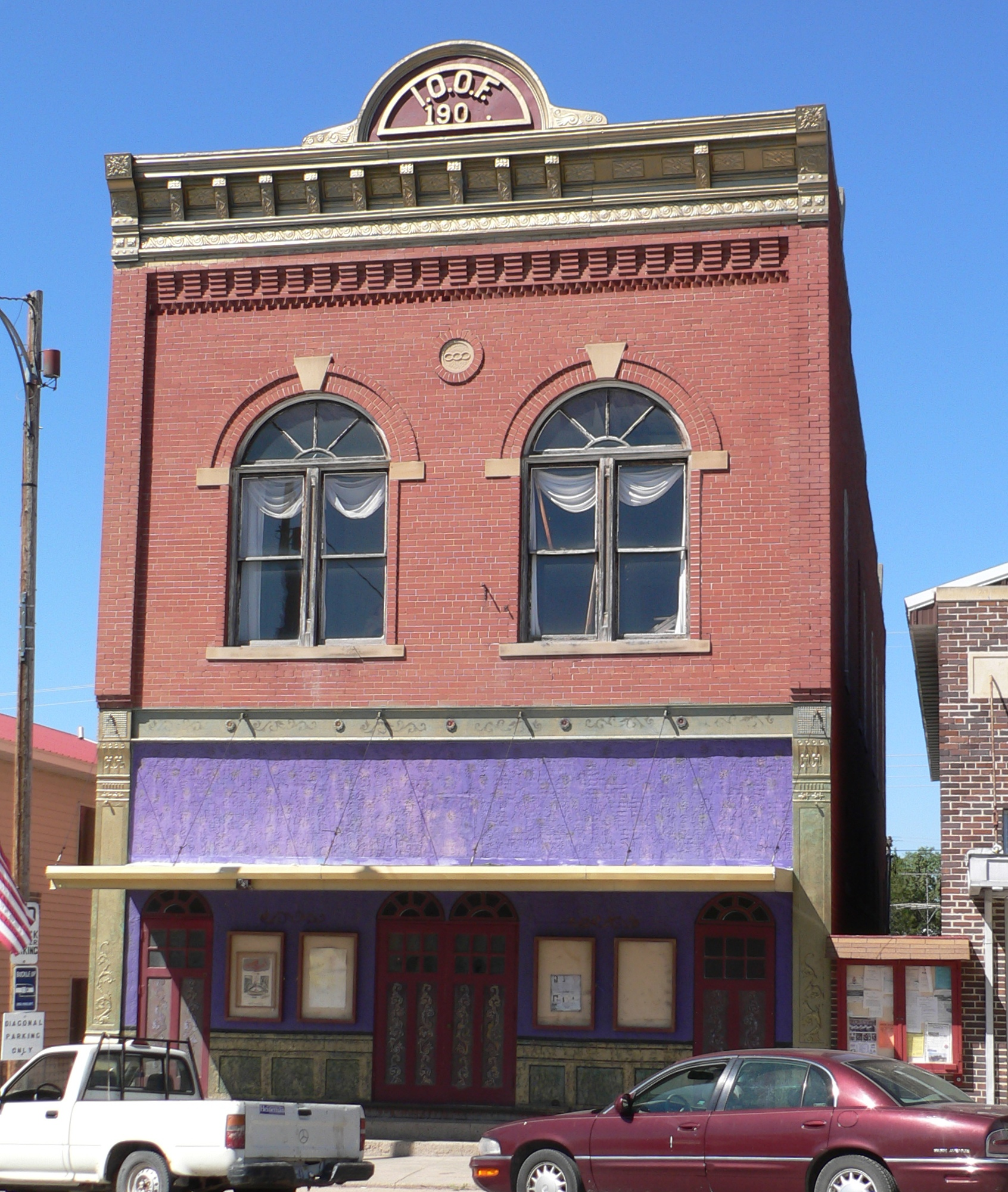
IOOF-byggnaden på Main Street.

Harrison är en småstad (village) i nordvästra delen av den amerikanska delstaten Nebraska och huvudort i Sioux County. Staden hade 251 invånare vid 2010 års federala folkräkning och är countyts enda stad med kommunalt självstyre.

## Historia
Orten kallades ursprungligen Bowen och planlades 1886 när Fremont, Elkhorn, & Missouri Valley Railroad nådde fram till denna plats. Följande år, 1887, döptes den om till Harrison efter generalen och dåvarande senatorn Benjamin Harrison, sedermera USA:s 23:e president. 1889 fick orten kommunalt självstyre.